# أشقير (عين عرمة)
أشقير هو دُوَّار يقع بجماعة عين عرمة، عمالة مكناس، جهة فاس مكناس في المملكة المغربية. ينتمي الدوّار لمشيخة عين عرمة التي تضم 6 دواوير. يقدر عدد سكانه بـ 230 نسمة حسب الإحصاء الرسمي للسكان والسكنى لسنة 2004.

## روابط خارجية
- البوابة الوطنية للجماعات الترابية
- المندوبية السامية للتخطيط